# Кумшик
Кумшик (каз. Құмшық) — упразднённое село в Джангельдинском районе Костанайской области Казахстана. Входило в состав Кызбельского аульного округа. Код КАТО — 394259200. Ликвидировано в 2013 году.

## Население
В 1999 году население села составляло 152 человека (75 мужчин и 77 женщин). По данным переписи 2009 года, в селе проживал 51 человек (29 мужчин и 22 женщины).